# シャルマ

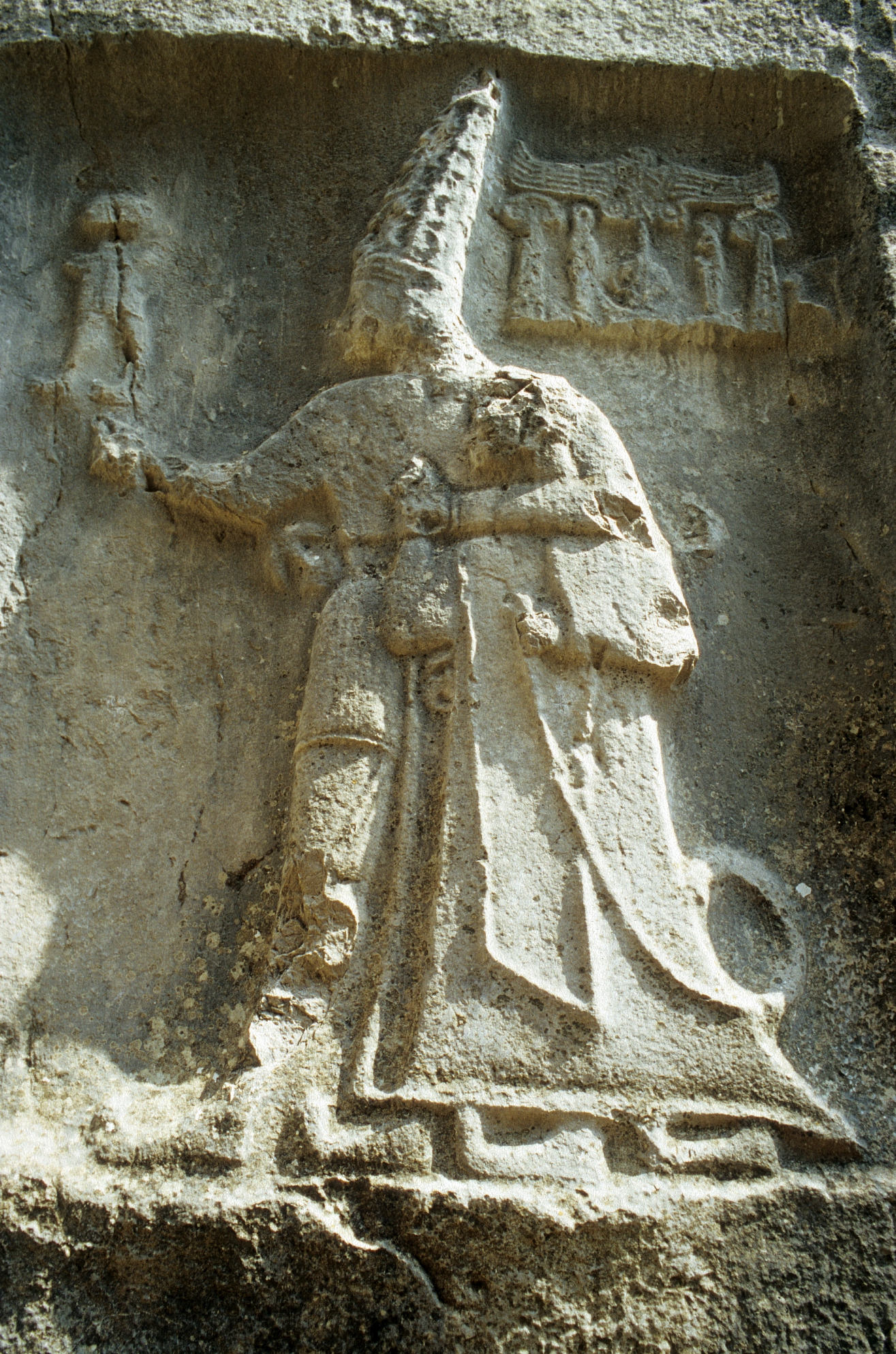
ヤズルカヤの岩の神殿の小回廊Bにある、神シャルマと、少年の姿の王トゥトハリヤを描いている岩壁の浮き彫り。紀元前1250年-1220年頃のものと推定されている。

シャルマ（サルマとも。Šarruma、英: Sharruma）は、フルリ人の神話を起源としヒッタイト神話にも取り込まれている神。山の神、牡牛の神とされる。
嵐の神テシュブと女神ヘバトの息子である。

## 信仰
紀元前2千年紀の初め頃から後半にかけてメソポタミア北部を中心に勢力を広げていたフルリ人が信仰していた神々は、地元の旧来の神々としばしば習合していった。ヒッタイト王国では、それまでに多くの民族の神々を受け入れていたが、フルリ人の神々が伝わってくるとそのまま受容していった。新王国時代のヒッタイトでは国家を守護する神々がフルリ人の信仰に由来する神々とされた。首都ハットゥサ（現在のボアズキョイ）にほど近い岩山には、紀元前13世紀のヒッタイトの王トゥトハリヤ4世が築かせた、ヤズルカヤと呼ばれる岩の神殿があるが、神殿の壁にはテシュブやシャルマといったフルリ由来の神々の浮き彫りがつくられている。
スッピルリウマ1世の治世以降、シャルマはヒッタイトの国家神のうちの1柱とされた。その後、トゥトハリヤ4世はシャルマを自身の個人神とした。ヤズルカヤの岩の神殿には、少年の姿のシャルマが母神ヘバトと共に描かれた浮き彫りの他に、少年の姿をしたトゥトハリヤ4世が力のある大人の姿のシャルマに肩を抱かれている様子を描いた浮き彫りもつくられており、そこではトゥトハリヤ4世自身が神格化されている。

## 神話
研究者によっては、シャルマは女神イナラの兄弟でもあるとされる。シャルマはしばしば、虎または豹に乗り、斧（ラブリュスを参照）を携えた姿で表現される。トルコのアンカラにあるアナトリア文明博物館で展示されている、マラティヤで見つかったイルルヤンカシュの浮き彫り（紀元前1050年 - 850年頃のものと推定）においては、シャルマは父の背後に描かれている。シャルマの妻は、竜のイルルヤンカシュの娘である。

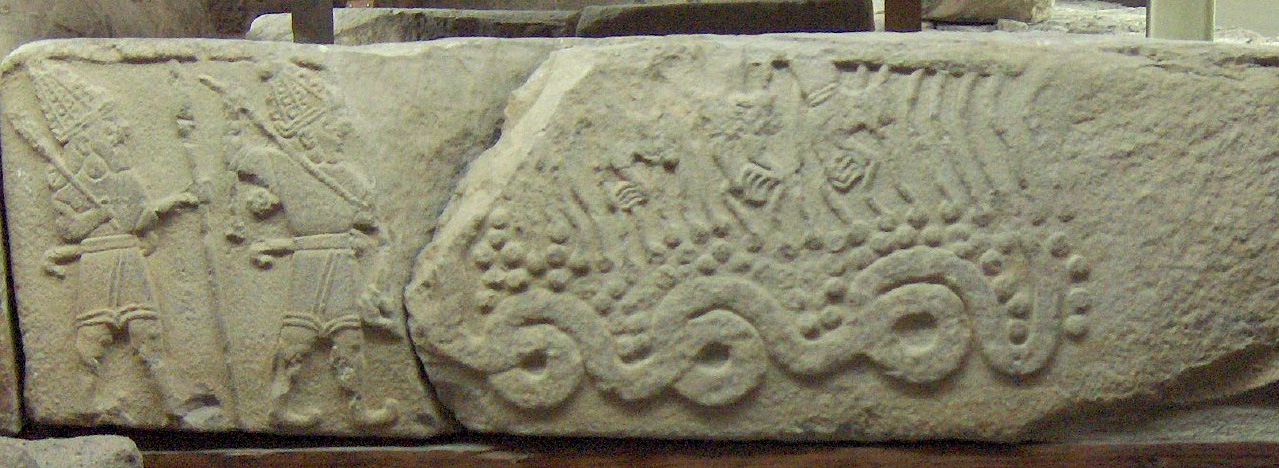
嵐の神が竜のイルルヤンカシュを殺す場面。嵐の神の背後には彼の息子シャルマがいる。蛇の捩れている胴体は、人影が一緒に滑り込んだ起伏する線で表現されている。（アナトリア文明博物館、トルコ・アンカラ）